# Germaine Warkentin
Germaine Therese Warkentin (* 20. Oktober 1933 in Toronto) ist eine kanadische Anglistin.

## Leben
Sie erwarb den B. A. 1955 (Honours Philosophy) an der University of Toronto, den M.A. 1965 (Englisch) an der University of Manitoba und den Ph.D. 1972 (Englisch) an der Universität Toronto. Sie lehrte am Victoria College der University of Toronto (1970–1999: Lecturer, 1970–1972; Assistant Professor, 1972–1976; Associate Professor, 1976–1990; Professor, seit 1990). 2022 wurde Warkentin zum Mitglied des Order of Canada ernannt. Sie ist mit dem Geographen John Warkentin verheiratet.